# Daniel Lazard
Daniel Lazard (* 10. Dezember 1941 in Carpentras) ist ein französischer Mathematiker, der sich mit kommutativer Algebra und Computeralgebra befasst. Er war Professor an der Universität Paris VI.
Lazard studierte ab 1960 an der École normale supérieure und wurde 1968 bei Pierre Samuel an der Universität Paris promoviert. Seine Dissertation Autour de la platitude gab eine Charakterisierung der Flachheit für Moduln: Ein Modul ist genau dann flach, wenn er direkter Limes endlich erzeugter freier Moduln ist. Als Folge seines Kriteriums lässt sich zeigen, dass jeder endlich präsentierte flache Modul projektiv ist. Bald darauf wandte er sich der Computeralgebra zu, speziell der Auflösung von Systemen von Gleichungen von Polynomen. Anfang der 1970er Jahre war er Maître de conférences an der Universität Paris VII und danach an der Faculté des Sciences in Poitiers.
Er ist nicht mit dem Mathematiker Michel Lazard zu verwechseln, der sich auch mit Algebra befasste.

## Schriften
- Résolution des systèmes d'équations algébriques, Theoretical Computer Science, Band 15, 1981, S. 77–110[6]
- Solving zero-dimensional algebraic systems, Journal of Symbolic Computation, Band 13, 1992, S. 117–131
- Thirty years of Polynomial System Solving, and now?, Journal of Symbolic Computation, special issue in honor of Daniel Lazard, Band 44, 2009, Heft 3, S. 222–231
- Solving quintics by radicals, in Olav Laudal, Ragni Piene: The legacy of Niels Henrik Abel, Springer Verlag 2004, S. 207–225
- mit Jean-Charles Faugère, P. Gianni, T. Mor: Efficient computation of zero-dimensional Gröbner bases by change of ordering, J. Symbolic Comput., Band 16, 1993, S. 329–344.